# Fresagrandinaria
Fresagrandinaria község (comune) Olaszország Abruzzo régiójában, Chieti megyében.

## Fekvése
A megye keleti részén fekszik. Határai: Cupello, Dogliola, Furci, Lentella, Mafalda, Palmoli és San Buono

## Története
Valószínűleg a 10. században alapították. A következő századokban nemesi birtok volt. Önállóságát a 19. század elején nyerte el, amikor a Nápolyi Királyságban felszámolták a feudalizmust.

## Népessége
A népesség számának alakulása:

## Főbb látnivalói
- Palazzo Longhi
- Palazzo Terpolilli
- Palazzo Rocchio
- Palazzo De Martinis
- Sant’Angelo in Cornacchiano-apátság
- SS. Salvatore-templom
- Madonna delle Grazie-templom
- Sant’Antonio di Padova-templom